# Georgius Agricola
Georgius Agricola, latinización de Georg Bauer (Glauchau, 24 de marzo de 1494- Chemnitz, 21 de noviembre de 1555) fue un alquimista, químico y mineralogista alemán, considerado el fundador de la mineralogía moderna. Desarrolló los principios de la metalurgia y de la minería, con escritos sobre temas médicos, químicos, matemáticos e históricos. Por sus conocimientos que abarcan diversas disciplinas es considerado un polímata.
Después de haber estudiado ciertos terrenos de Sajonia, escribió la obra en doce volúmenes De metales, donde por primera vez se clasifican los minerales según sus caracteres externos mediante la observación directa. Su método se considera un precedente de la ciencia empírica moderna.
Su obra más importante es De re metallica, que se editó en latín en el año 1556. Esta obra fue traducida al inglés en 1912 por el futuro presidente de los Estados Unidos, Herbert Hoover, y su esposa, Lou Henry Hoover, ambos pertenecientes a la Stanford University y miembros del Instituto Americano de Ingenieros de Minas.
Como médico Gergius visitaba incansablemente las minas y las casas de los trabajadores, haciendo anotaciones y creando remedios que ayudaran a salvar a muchos que vivían de ese trabajo en las encerradas y polvorientas cavernas minerales.

## Primeros años de vida y juventud
Agricola nació en 1494 como Georg Pawer, segundo de siete hijos de un pañero y tintorero en Glauchau. A la edad de doce años se matriculó en la escuela de latín en Chemnitz o Zwickau. De 1514 a 1518 estudió en la Universidad de Leipzig donde, bajo el nombre de Georgius Pawer de Glauchaw, se inscribió por primera vez en el semestre de verano en teología, filosofía y filología con el rector Nikolaus Apel y en lenguas antiguas, griego y latín en particular. Sus primeras lecciones de latín fueron con Petrus Mosellanus, un célebre humanista de la época y partidario de Erasmo de Rótterdam.

## Educación humanista
Dotado de un intelecto precoz y de su título recién adquirido de Baccalaureus artium, Agricola se lanzó temprano a la búsqueda del "nuevo aprendizaje", con tal efecto que a la edad de 24 años fue nombrado Rector extraordinario de griego antiguo en 1519 de la escuela griega de Zwickau, que pronto se uniría a la Gran Escuela de Zwickau (Zwickauer Ratsschule). En 1520 publicó su primer libro, un manual de gramática latina con consejos prácticos y metódicos para los profesores. En 1522 finalizó su nombramiento para volver a estudiar en Leipzig durante un año más, donde, como rector, fue apoyado por su antiguo tutor y profesor de clásicos, Peter Mosellanus, con quien siempre había mantenido correspondencia. También se suscribió a los estudios de medicina, física y química.

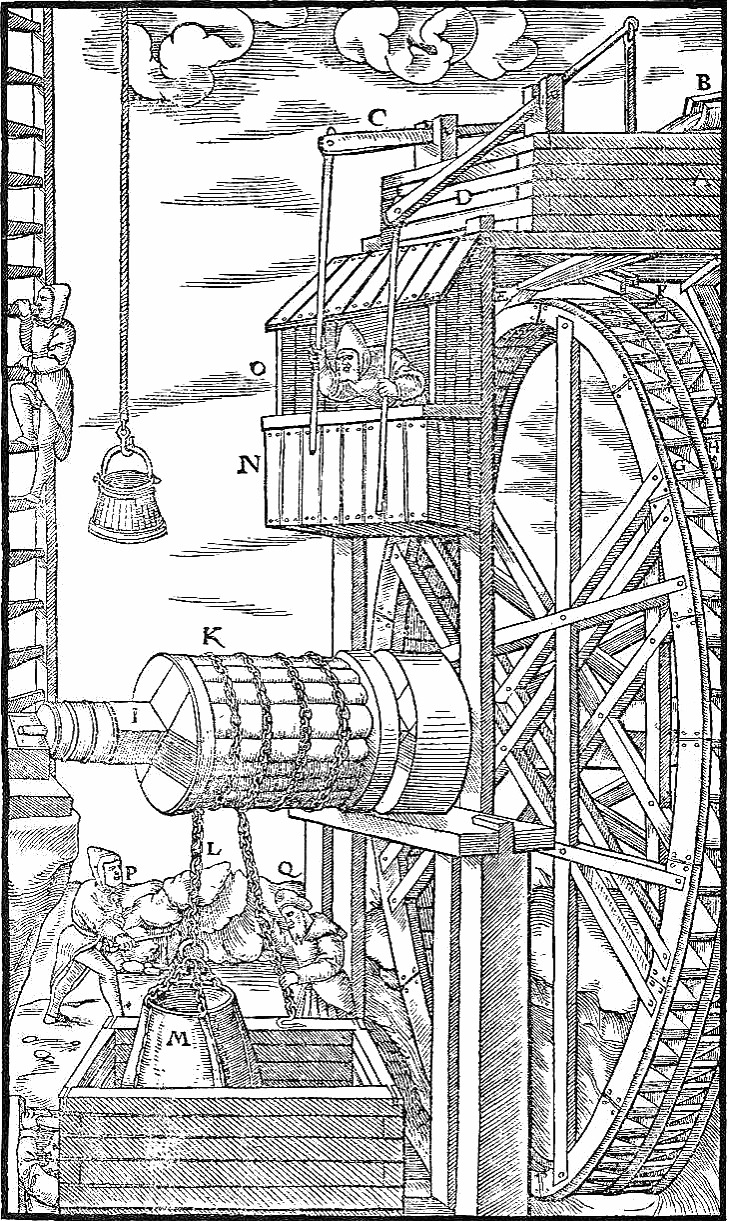
Agricola - Un molino de agua utilizado para elevar el mineral.

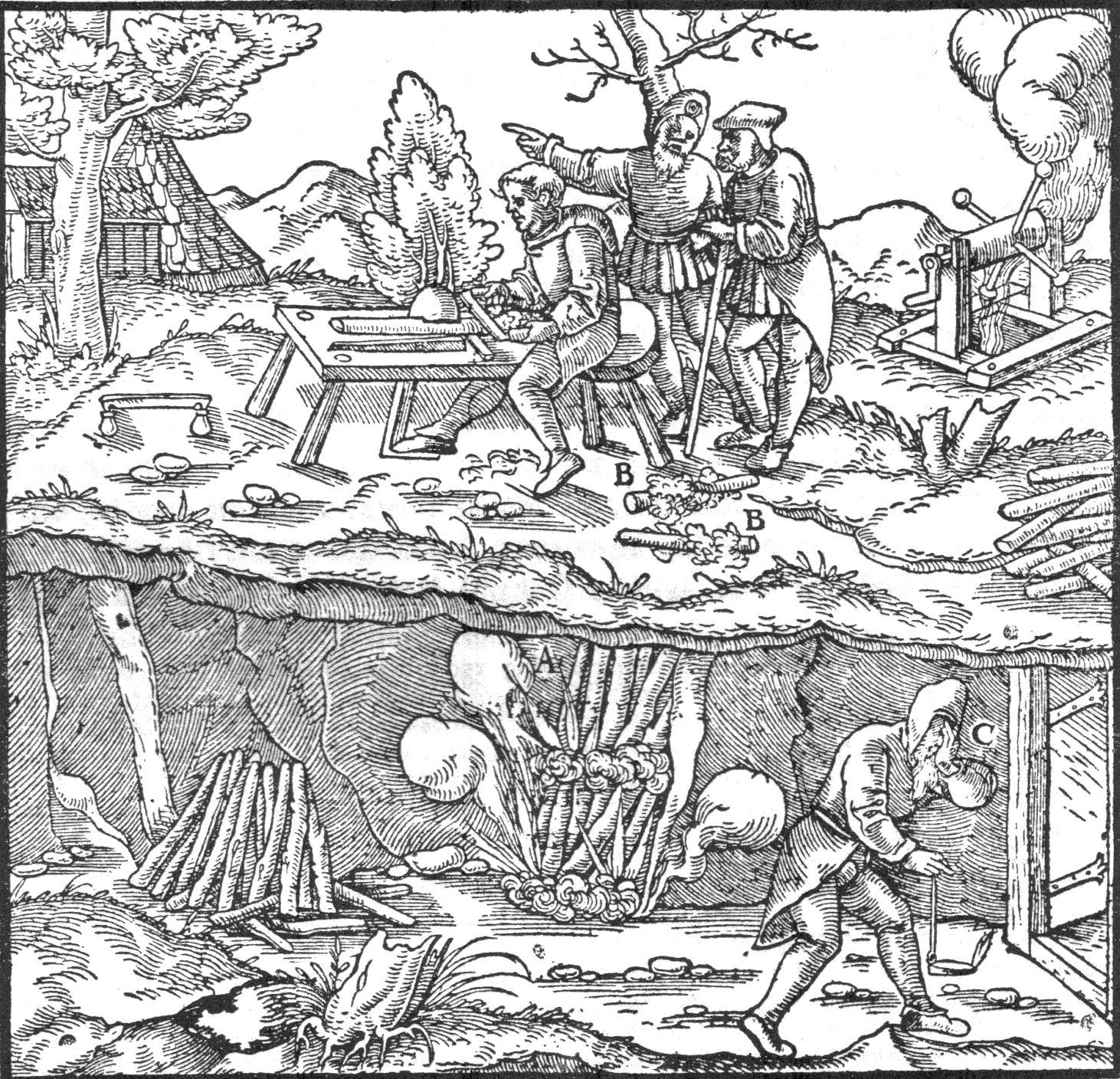
Como prender fuego bajo tierra

En 1523 viajó a Italia y se matriculó en la Universidad de Bolonia y probablemente en Padua y completó sus estudios de medicina. No está claro dónde obtuvo su diploma. En 1524 se unió a la Imprenta Aldina, una prestigiosa imprenta en Venecia que fue establecida por Aldo Manucio, quien había muerto en 1515. Manucio había establecido y mantenido contactos y la amistad en una red entre los muchos eruditos, incluidos los más célebres, de toda Europa, a quienes había animado a venir a Venecia y encargarse de la redacción de las numerosas publicaciones de los clásicos de la antigüedad. En el momento de la visita de Agrícola, el negocio estaba a cargo de Andrea Torresani y su hija María. Agricola participó en la edición de una obra en varios volúmenes sobre Galeno hasta 1526.

## Vida profesional como médico y farmacéutico de pueblo
Regresó a Zwickau en 1527 y a Chemnitz en otoño del mismo año, donde se casó con Anna Meyner, una viuda de Schneeberg. Tras buscar empleo como médico y farmacéutico en los Montes Metálicos, preferiblemente en un lugar donde pudiera satisfacer sus ardientes anhelos de estudiar minería, se instaló en la pequeña ciudad de Joachimsthal en los Erzgebirge, donde en 1516 se encontraron importantes depósitos de mineral de plata. Sus 15.000 habitantes hicieron de Joachimsthal un activo y próspero centro de minería y fundición con cientos de pozos para que Agricola los investigara. Su puesto principal resultó ser poco exigente y dedicó todo su tiempo libre a sus estudios. A partir de 1528 se sumergió en comparaciones y pruebas sobre lo escrito sobre mineralogía y minería y sus propias observaciones de los materiales locales y los métodos de su tratamiento. Construyó un sistema lógico de las condiciones locales, rocas y sedimentos, los minerales y las menas, explicó los diversos términos de las características territoriales locales generales y específicas. Combinó este discurso sobre todos los aspectos naturales con un tratado sobre la minería de su tiempo, los métodos y procesos, las variantes locales de extracción, las diferencias y rarezas que había aprendido de los mineros. Por primera vez, abordó cuestiones sobre la formación de menas y minerales, intentó sacar a la luz los mecanismos subyacentes e introdujo sus conclusiones en un marco sistemático. Expuso todo el proceso en un diálogo erudito y lo publicó bajo el título de Bermannus, sive de re metallica dialogus, (Bermannus, o un diálogo sobre metalurgia) en 1530. La obra fue muy elogiada por Erasmo por el intento de poner el conocimiento , ganado por la indagación práctica en orden y profundizar en la investigación en forma reducida. Agrícola, en su calidad de médico, también sugirió que los minerales y sus efectos y relaciones con la medicina humana deberían ser un tema de investigación en el futuro.

## Alcalde de Chemnitz
En 1531 Agricola recibió una oferta de la ciudad de Chemnitz para ocupar el puesto de Stadtleybarzt (médico de la ciudad), que aceptó y se trasladó a Chemnitz en 1533. Aunque se sabe poco sobre su trabajo como médico, Agricola entra en sus años más productivos y pronto se convierte en alcalde de Chemnitz y se desempeña como diplomático e historiógrafo para el duque George, quien buscaba descubrir posibles reclamos territoriales y le encargó a Agricola una gran obra histórica, el Dominatores Saxonici a prima origine ad hanc aetatem (Señores de Sajonia desde el principio hasta la actualidad), que tardó 20 años en redactar y solo se publicó en 1555 en Freiberg.
En su obra De Mensuris et ponderibus, publicada en 1533, describe los sistemas de medidas y pesos griegos y romanos. En el Sacro Imperio Romano Germánico del siglo XVI no había medidas y pesos uniformes, lo que impedía el comercio fluido. Este trabajo sentó las bases de la reputación de Agrícola como erudito humanista, ya que se comprometió con la introducción de pesos y medidas estandarizados, entró en el escenario público y ocupó un cargo político.
En 1544, publicó De ortu et causis subterraneorum (Sobre los orígenes y causas subterráneos), en el que criticó las teorías más antiguas y sentó las bases de la geología física moderna. Discute el efecto del viento y el agua como poderosas fuerzas geológicas, el origen y distribución de agua subterránea y las venas mineralizantes, el origen del calor subterráneo, el origen de los canales de mineral y las principales divisiones del reino mineral. Sin embargo, sostuvo que cierta 'materia pinguis' o 'materia grasa', puesta en fermentación por el calor, dio origen a formas orgánicas fósiles, a diferencia de las conchas fósiles que pertenecían a animales vivos.
En 1546, publicó los cuatro volúmenes de De natura eorum quae effluunt e terra (La naturaleza de las cosas que brotan del interior de la tierra). En la obra trata de las propiedades del agua, sus efectos, sabor, olor, temperatura, etc. y del aire debajo de la tierra, que, según razonaba Agricola, es el responsable de los terremotos y volcanes.
Los diez libros de De veteribus et novis metallis, más comúnmente conocidos como De Natura Fossilium, se publican en 1546 como un libro de texto completo y un relato del descubrimiento y la aparición de minerales, menas, metales, piedras preciosas, tierras y rocas ígneas. Fue seguido de De animantibus subterraneis en 1548 y una serie de obras menores sobre los metales durante los dos años siguientes. Agricola se desempeñó como burgomaestre (alcalde) de Chemnitz en 1546, 1547, 1551 y 1553.

## Obra principal -De re metallica libri XII

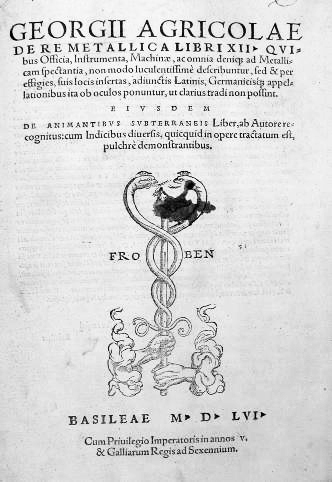
De Re Metallica (1556)

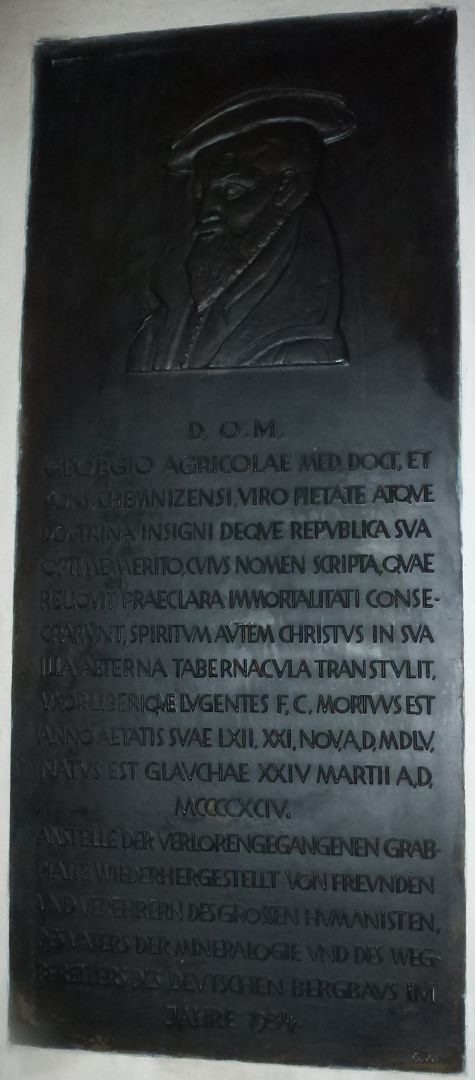
Losa conmemorativa de Agricola en la catedral de Zeitz, instalada en junio de 2014

A través de numerosos viajes por la zona minera de los Montes Metálicos de Sajonia y Bohemia, Agricola obtuvo una visión general de toda la tecnología de la minería y la metalurgia en su época. El resultado es su obra principal De re metallica libri XII, publicada en latín en Basilea en 1556, un año después de su muerte. Más tarde se tradujo a muchos otros idiomas. Philippus Bechius (1521-1560), amigo de Agricola y profesor de la Universidad de Basilea, tradujo la obra al alemán y la publicó en 1557 con el título Vom Bergkwerck XII Buchen. Es el primer estudio tecnológico sistemático de la minería y la metalurgia y siguió siendo el trabajo más autorizado sobre el tema durante dos siglos.
El primer volumen presenta una apología contemporánea y compara la minería con otros oficios, como la agricultura o el comercio. En el segundo volumen, se discuten las condiciones de desarrollo, es decir, las características geográficas, la gestión del agua, los caminos, en el tercer volumen la propiedad de la tierra y la soberanía. El cuarto volumen comenta la distribución de los campos minados y los deberes de los funcionarios mineros. El quinto volumen describe los distintos tipos de pozos y su construcción, así como la construcción de túneles y la inspección subterránea. Aunque los enunciados matemáticos de este volumen contienen varios errores. El sexto volumen es el más extenso y trata sobre equipos de minería. La depuración de los minerales se puede encontrar en el séptimo volumen, su procesamiento en el octavo volumen. El noveno volumen contiene la fundición y los métodos de producción de metales, incluidas las instrucciones para construir un horno de fundición. Los volúmenes diez, once y doce tratan del corte de metales preciosos, la extracción de sales, azufre y betún, así como del vidrio.
En toda la obra, solo se discuten las propiedades objetivas, todas las tradiciones y declaraciones alquímicas se examinan para determinar su veracidad. A falta de posiciones uniformes, Agricola se refiere a la información conocida. Las descripciones de los minerales se basan en las obras de Avicena y Alberto Magno.
Agricola describe con gran detalle y con muchas ilustraciones las herramientas de extracción de metales, pero siempre de manera muy imprecisa e incompleta el proceso de fundición.
Este libro de metalurgia también fue conocido por Francis Bacon, quien tomó importantes sugerencias de él. Además de una teoría moderna de la formación de vetas de mineral, también contiene secciones sobre duendes y dragones en los pozos, que Agricola llamó "criaturas subterráneas" (De animantibus subterraneis).
Desde el punto de vista actual, las descripciones que hace Agrícola del daño ambiental causado por la minería y la metalurgia son interesantes. Las ilustraciones del tercer libro muestran claramente que el área alrededor de los pozos y hornos quedaba devastada y solo quedaban los restos de los árboles. En el noveno libro, se describe el peligro de la extracción de mercurio para los herreros: ya que se les pueden caer los dientes.

## Últimos días, muerte y entierro
A pesar de las primeras pruebas de que Agrícola había dado la tolerancia de su propia actitud religiosa, no se le permitió que terminara sus días en paz. Permaneció hasta el final como un firme católico , aunque todo Chemnitz había pasado al credo luterano, y se dice que su vida terminó con un ataque de apoplejía provocado por una acalorada discusión contra un protestante. Murió en Chemnitz el 21 de noviembre de 1555
Su "amigo de toda la vida", el poeta y clasicista protestante Georg Fabricius, escribió en una carta al teólogo protestante Phillip Melanchthon: "Aquel que desde la infancia había gozado de una salud robusta fue arrebatado por cuatro días de fiebre". Agrícola era un ferviente católico que, según Fabricio, "despreciaba nuestras Iglesias" y "no toleraba con paciencia que nadie discutiera con él asuntos eclesiásticos". Eso no impidió que Fabricio en la misma carta llamara a Agrícola "ese distinguido ornamento de nuestra Patria", cuyas "concepciones religiosas ... eran compatibles con la razón, es cierto, y eran deslumbrantes", aunque no "compatibles con la verdad"; en 1551 Fabricius ya había escrito el poema introductorio a De re metallica en alabanza de Agricola.
Según las costumbres urbanas tradicionales, como exalcalde tenía derecho a un entierro en la iglesia matriz local. Su afiliación religiosa, sin embargo, superó sus prerrogativas seculares en la ciudad. El superintendente protestante de Chemnitz, Tettelbach, instó al príncipe August a ordenar la negativa de un entierro dentro de la ciudad. Se emitió la orden y Tettelbach informó inmediatamente a la familia de Agricola.
Por iniciativa de su amigo de la infancia, el obispo de Naumburg, Julius von Pflug, cuatro días después, el cuerpo de Agricola fue llevado a Zeitz, a más de 50 km de distancia, y von Pflug lo enterró en la catedral de Zeitz. Su esposa hizo encargar y colocar en el interior de la catedral una placa conmemorativa, que fue retirada durante el siglo XVII. Sin embargo, su texto se ha conservado en los anales de Zeitz y dice:
   "Al médico y alcalde de Chemnitz, Georgius Agricola, hombre muy distinguido por su piedad y erudición, que había prestado destacados servicios a su ciudad, cuyo legado otorgará gloria inmortal a su nombre, cuyo espíritu Cristo mismo absorbió en su reino eterno. Su esposa e hijos de luto. Murió a los 62 años de vida el 21 de noviembre de 1555 y nació en Glauchau el 24 de marzo de 1494."

## Obra

### Publicaciones
- Bermannus, sive de Re Metallica, 1530
- De lapide philosophico, 1531
- De Mensuis et Ponderibus, 1533
- Dominatores Saxonici a prima origine ad hanc aetatem
- De ortu et causis subterraneorum,, 1544
- De natura eorum quae effluunt e terra, 1545
- De veteribus et novis metallis, 1546
- De Natura Fossilium, 1546
- De animantibus subterraneis, 1548
- De re metallica, 1556

### Publicaciones contemporáneas
- De re Metallica, traducción de H.C. Hoover & L.H. Hoover, Dover, 1986, ISBN 0-486-60006-8
- URL: De Re Metallica Hoover, The Mining Magazine, 1912, texto completo, original, versión en línea
- Bermannus (Le mineur), Un dialogue sur les mines, trad. Robert Halleux y Albert Jans. París, Les Belles Lettres, París, 1990, ISBN 2-251-34504-3
- De Re Metallica, traducción de la edición original latina de 1556 por Albert France-Lanord, Gérard Klopp, Thionville, 1992, ISBN 2-906535-62-1.
- De Natura Fossilium (Texto de Mineralogía), traducción de Mark Chance Bandy & Jean A. Bandy, Dover, 2004, ISBN 0-486-49591-4.
- URL: "Textbook of Mineralogy" texto original, noviembre 1955, versión en línea.
- Escribió el libro "DE RE METALLICA" (sobre la naturaleza de los metales).